# Abashiri ikka
Abashiri ikka (あばしり一家?) è un manga scritto da Gō Nagai e pubblicato sulla rivista Weekly Shōnen Champion di Akita Shoten dal 10 agosto 1969 al 9 aprile 1973. Conclusi i quattro anni di pubblicazione della serie, alcuni dei suoi personaggi appaiono con nomi differenti nell'anime Cutie Honey ed i suoi seguiti.
La serie fu riproposta in formato video OAV nel 1991, completata in quattro episodi, pubblicata in America del Nord dalla ADV Films. Un film in live-action, Abashiri ikka: The Movie (あばしり一家 ＴＨＥ ＭＯＶＩＥ?), con protagonista Erika Tonooka (affiliata delle Idoling!!!) e diretto da Teruyoshi Ishii, è stato presentato a Tokyo il 21 novembre 2009. 

## Trama
La famiglia mafiosa più conosciuta e rinomata al mondo è sull'orlo di decadere, essendo stato rivelato il segreto del terzo membro della famiglia, Kikunosuke, l'associato più influente. A peggiorare tutto, inoltre, è l'iscrizione del giovane Kikunosuke in uno dei più prestigiosi e facoltosi licei in Giappone; a differenza degli altri licei, in questo qui, Kikunosuke imparerà letali ed apatiche tecniche di combattimento, diventando studente di psicopatici e schizofrenici.
Solo alcuni degli scolari tenteranno di ribellarsi, benché tutti siano comandati dall'impudico Abashiri: la vita di Kikunosuke è destinata a rettificarsi. 

## Citazioni e riferimenti
I personaggi Daemon, Kichiza, Naojiro e Goemon apparirono tutti nella serie seguente di Gō Nagai, Cutie Honey. In esso, Daemon transla in Hayami Danbei, mentre Kichiza diventa Hayami Junpei. Naojiro compare in seguito come nipote di Danbei e sovrintendente della "Scuola Paradiso". Goemon diventa Naojiro, insegnante della "Scuola Paradiso". Inoltre, Daemon compare anche in UFO Robot Grendizer (in Italia Atlas UFO Robot) con il nome di Danbei Makiba, mentre in Italia è Rigel. 
Kikunosuke appare nel manga Mazinger Angels come pilota dell'Iron Z (primo stadio del prototipo di Energer Z, a sua volta prototipo di Mazinger Z). Come il tradizionale Mazinger e Grendizer ci sono Sayaka Yumi, Grace Maria Fleed, Hikaru Makiba e Jun Hono durante la battaglia verso l'Impero di Vega (l'antagonista principale di Duke Fleed nella serie Grendizer).